# Dissodactylus latus
Dissodactylus latus är en kräftdjursart som beskrevs av Griffith 1987. Dissodactylus latus ingår i släktet Dissodactylus och familjen Pinnotheridae. Inga underarter finns listade i Catalogue of Life.